# Disterigma pilosum
Disterigma pilosum là một loài thực vật có hoa trong họ Thạch nam. Loài này được Wilbur mô tả khoa học đầu tiên năm 1992.